# Westerrade
Westerrade er en by og en kommune i det nordlige Tyskland, beliggende i Amt Trave-Land under Kreis Segeberg. Kreis Segeberg ligger i den sydøstlige del af delstaten Slesvig-Holsten.

## Geografi
Westerrade ligger omkring 8 km øst for Bad Segeberg i et skovrigt område syd for Wardersee. Mod syd går motorvejen motorvejen A 20 (tidligere Bundesstraße B 206) fra Bad Segeberg mod Lübeck, Mod nord går B 432 fra Bad Segeberg mod Scharbeutz.